# Aïna (Class40)
Aïna Enfance et Avenir est un voilier monocoque destinée à la course au large. Il fait partie de la classe Class 40.
En 2020, il prend les couleurs d'Entrepreneurs Pour La Planète.

## Historique

### Aïna Enfance et Avenir
Il fut dessiné par Sam Manuard et construit par JPS Production (La Trinité-sur-Mer).
Mis à l'eau en avril 2017, il fut baptisé par Laurent Voulzy, parrain de l'association Aïna, quelques jours avant le départ de la Transat Jacques Vabre au Havre.
Le monocoque effectue sa première transatlantique à l'occasion de la Transat Jacques Vabre, le duo Aymeric Chappellier - Arthur Le Vaillant remporte la deuxième place à l'arrivée à Salvador de Bahia.
En avril 2018, il remporte les 1 000 milles des Sables d’Olonne. Pour la Route du Rhum 2018, l'objectif d'Aymeric Chappellier est clair, il vise une victoire dans la catégorie monocoque. Il termine à la deuxième place de sa classe.
En février 2019, le monocoque et son équipage arrivent second de la catégorie Class40 lors de la RORC Caribbean 600. Quelques mois plus tard, Aïna Enfance et Avenir remporte le Défi Atlantique Guadeloupe, la Normandy Channel Raceet Les Sables-Horta-Les Sables.
Pour la Transat Jacques Vabre, Aymeric Chappellier prend le départ avec Pierre Leboucher. Le duo arrive à la troisième place à Salvador de Bahia,.

### Entrepreneurs Pour La Planète
En 2020, il prend les couleurs d'Entrepreneurspourlaplanete (plus tard orthographié Entrepreneurs Pour La Planète),.
Pour la Transat Jacques Vabre 2021, Sébastien Audigane prend le départ aux côtés de François Jambou. Le duo arrive termine la course à la 29e place.

## Palmarès

### 2017 - 2019:Aïna Enfance et Avenir
- 2017[16] :
  - 3e de Les Sables - Horta
  - 2e de la Transat Jacques Vabre

- 2018 :
  - 2e de la Route du Rhum - Destination Guadeloupe en catégorie Class40 en 16 jours, 11 heures, 16 minutes et 15 secondes[6]
  - vainqueur des 1 000 milles des Sables en Class40[4]

- 2019 :
  - 2e de la RORC Caribbean 600
  - 1er du Défi Atlantique Guadeloupe
  - 1er de la Normandy Channel Race
  - 1er des Sables-Horta-Les Sables
  - 3e de la Transat Jacques Vabre, en double avec Pierre Leboucher

### Depuis 2020:Entrepreneurs Pour La Planète
- 2021 :
  - 29e de la Transat Jacques Vabre